# マーリア (ハンガリー女王)
マーリア（ハンガリー語: Mária, 1371年 - 1395年5月17日）は、ハンガリー女王（在位：1382年 - 1385年、1386年 - 1395年）。ハンガリーとポーランドの王ラヨシュ1世の次女で、母はその2番目の妃エルジェーベト（エリザベタ・コトロマニッチ）。ポーランド女王ヤドヴィガの姉である。

## 生涯
父王の死により11歳足らずで女王として即位、母エルジェーベトが摂政となったが、実権は宮宰として権力を振るってきたミクローシュ・ガライが握った。
1385年にルクセンブルク家のジギスムント（後の神聖ローマ皇帝、ハンガリー名ジグモンド）と結婚した。同年12月、同族のナポリ王カルロ3世（ハンガリー王カーロイ2世）に迫られて一時王位を奪われたものの、翌1386年2月24日にエルジェーベトの策謀でカーロイが殺害されたことで復位した。
しかしカーロイの殺害により、その地盤でもあった王国南方のボスニア地方で貴族ホルヴァート兄弟の叛乱が勃発、政情が不安定化した。ガライ、エルジェーベト、マーリアらは叛乱の説得のためボスニア地方に向かったが、その途上の7月25日、ディアコヴァルで奇襲を受け、ガライは殺害、マーリアとエルジェーベトはホルヴァート一派に捕らわれ、ノヴィグラード（現クロアチア領）の要塞に幽閉された。エルジェーベトは1387年1月16日に幽閉先で殺害され、マーリアにも身の危険が及ぶが、最終的には6月4日に釈放された（一説には、これらの奇襲・幽閉劇はマーリアらと折り合いが悪かった夫ジギスムントが仕掛けたとも言われる）。
釈放後は、夫ジギスムントがハンガリー王に即位して実権を握り、マーリアは象徴的な地位にとどまった。
1395年に死去し、ジギスムントとの間に子供がなかったため、ハンガリーにおけるアンジュー家の血筋は断絶した。